# آنا رودلف
آنا رودلف (بالمجرية: Rudolf Anna) هي لاعب شطرنج مجرية، ولدت في 12 نوفمبر 1987 في ميشكولتس في المجر.

## وصلات خارجية
- آنا رودلف على موقع الاتحاد الدولي للشطرنج (الإنجليزية)
- آنا رودلف على موقع مباريات الشطرنج (الإنجليزية)
- آنا رودلف على موقع 365Chess.com (الإنجليزية)
- آنا رودلف على موقع Chesstempo.com (الإنجليزية)
- آنا رودلف سجل أولمبياد الشطرنج للسيدات على موقع OlimpBase.org (الإنجليزية)